# راندي بايك
راندي بايك هو سياسي أمريكي، ولد في 30 سبتمبر 1953 في بوتلر في الولايات المتحدة، وتوفي في 20 سبتمبر 2014. نشط حزبياً في الحزب الجمهوري. وقد انتخب عضو مجلس نواب ولاية ميزوري ‏.